# Трагическое
Трагическое — философская и эстетическая категория, характеризующая возникновение страданий и переживаний  человека в результате актов их свободной воли и (или) предначертаний судьбы. Трагическое в искусстве носило изначально катарсический характер, поскольку зритель сопереживал и сострадал герою трагедии. В общем смысле трагическое характеризуется борьбой нравственного идеала с объективной реальностью.